# Voo cross-country
O voo cross-country ("cross-country flying" em inglês, também conhecido como voo XC) é um tipo de voo à distância realizado em uma aeronave motorizada em "pernas" (etapas) ao longo de uma determinada distância e em operações entre dois pontos usando técnicas de navegação.

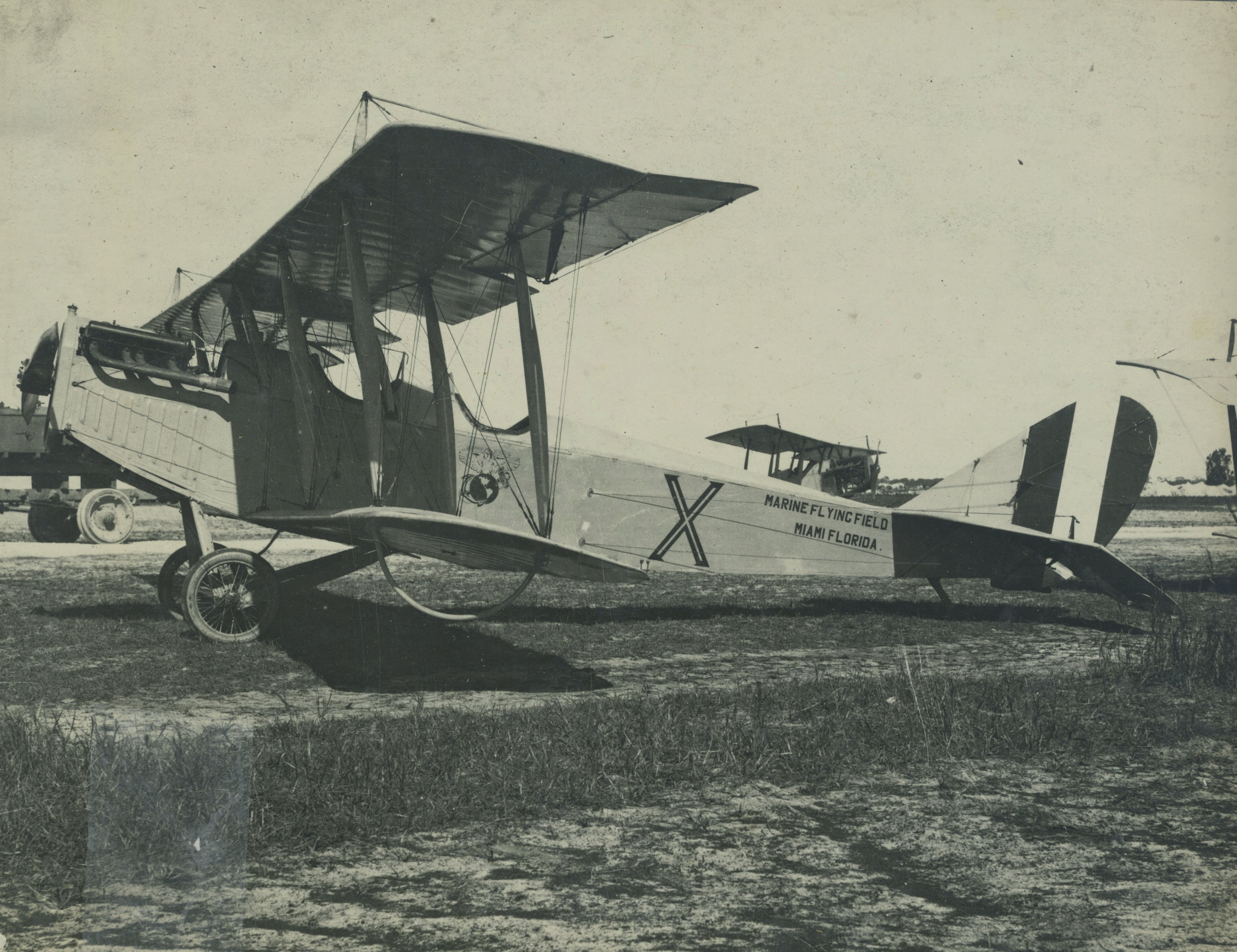
Um avião Jenny Cross-Country, assim batizado devido às características adequadas à modalidade de voo cross-country na época.

No caso (mais raro) de voo cross-country em aeronave sem motorização (parapente, asa delta ou planador) usando correntes ascendentes para ganhar altitude para um tempo de voo estendido. O voo cross-country é diferente do trabalho puramente aéreo em uma pequena área definida que requer pouca navegação; essa 

## Características
Apesar de algumas variações, as principais características de um voo cross-country nos dias atuais, são comumente aceitas no Canadá, Estados Unidos e Europa, como por exemplo:
- Apresentar um plano de voo com distância mínima, geralmente além de 25 milhas náuticas do aeródromo de partida;
- Transportar um transmissor localizador de emergência ("EPIRB");
- Apresentar a documentação de licença de piloto para viagens entre dois aeroportos diferentes;
- Que o voo seja conduzido em uma aeronave apropriada;
- Que o voo envolva, conforme aplicável, o uso de cálculos de navegação aérea; técnicas de pilotagem; auxiliares de navegação eletrônica; rádio-ajudas; ou outros sistemas de navegação.